# Diraja
Diraja (arapski: الدرعية‎, Al Dirija‎), poznat i kao Ad-Dir'iyah, je grad u Saudijskoj Arabiji koji se nalazi na sjeverozapadnoj okolici saudijske prijestolnice Rijada, u dolini Uadi Hanifah. Diraja je bila izvorni dom kraljevske obitelji dinastije Saudi i služila je kao njihova prijestolnica od 1744. do 1818. godine. Danas je sjedište guvernata Diraja u pokrajini Rijad, s oko 33.213 stanovnika (2004.).
Najstarije, i najviše, područje Turaif u Diraji iz 15. stoljeća se u potpunosti sastoji od adobe građevina tzv. Nadži stila koji je karakterističan za središte Arapskog poluotoka. Zbog toga je ovaj lokalitet upisan na UNESCO-ov popis mjesta svjetske baštine u Aziji i Oceaniji 2010. godine.
Neke od najvažnijih građevina u Turaifu koji se proteže na 29 hektara:
- Citadela Salua od četiri kata iz 1818. godine (slika desno) se sastoji od pet dijelova koje su gradili drugi saudijski vladari. Ona je postala političko i vjersko središte Saudijaca u 18. stoljeću, odakle se širila vehabijska islamska reforma.[3]
- Palača Saad bin Saud je jedna od najvećih i slavna je po svom raskošnom dvorištu.
- Gostinjska kuća i hamam A Turaif imaju više povezanih prostorija, a znamenita je vodootpornost kupki postignuta različitim vrstama gipsa.[4]
- Džamija imama Muhameda bin Sauda, prvog saudijskog vladara, je postala vjersko i obrazovno središte u koje su hrlili učenici iz cijele Arabije.
- Park Mosim je mjesto gdje trenira nogometni klub FC Mosim

- Ostaci stambenog naselja
- Adobe zidine palače
- Diraja iz doline Uadi

## Vanjske poveznice
- Galerija fotografija na nabataea.net